# Roc del Rèvol
El Roc del Rèvol és una muntanya de 658 metres que es troba al municipi de Viver i Serrateix, a la comarca catalana del Berguedà.